# Maritza Correia
Maritza Correia, née le 23 décembre 1981 à San Juan (Porto Rico), est une nageuse américaine.

## Biographie
Elle nage pour l'Université de Géorgie à partir de 1999 et obtient 11 titres NCAA.
Aux Championnats du monde 2001, elle gagne la médaille d'argent sur le relais 4 × 100 m nage libre.
Elle est médaillée d'argent au relais 4 × 100 m nage libre des Jeux olympiques de 2004 par sa participation aux séries. Elle y est la première nageuse noire à être dans l'équipe olympique américaine. Elle a détenu le record du monde du relais 4 × 100 m quatre nages en petit bassin entre 2000 et 2002.
Aux Championnats du monde de natation en petit bassin 2006, elle gagne la médaille d'argent sur le relais 4 × 100 m quatre nages et celle de bronze sur le 100 mètres nage libre.
Elle remporte ses dernières médailles d'or aux Jeux panaméricains de 2007 sur les relais 4 × 100 m nage libre et 4 × 100 m quatre nages.